# 鮑里斯·赫爾松斯基
鲍里斯·格里戈里耶維奇·赫爾松斯基（羅馬化：Borys Hryhorovych Khersonskyi；1950年11月28日—），烏克蘭臨床心理學家、精神科醫師、诗人、 翻译家和公关人士。医学博士，副教授。1999年至2015年任敖德薩國立大學临床心理学系主任。